# Regolatore di pressione

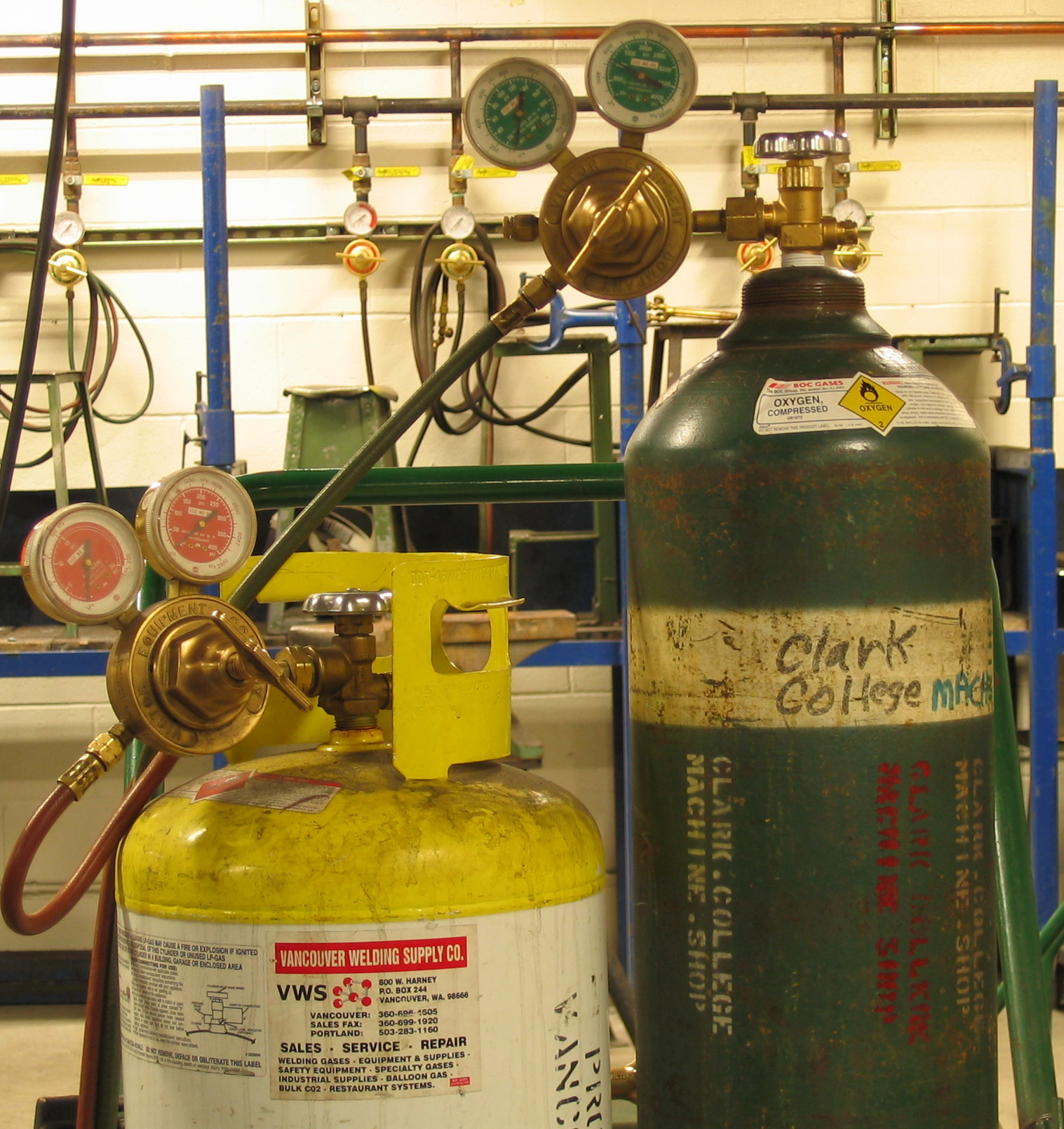
Regolatori di pressione posizionati su bombole per il contenimento di gas.

Il regolatore di pressione (o riduttore di pressione) è un dispositivo che agisce su un fluido (liquido o gassoso) contenuto in un serbatoio o in una condotta, capace di fornire "a valle" (cioè dopo il regolatore di pressione) un valore di pressione predefinito e costante, differente dal valore "a monte" (cioè prima del regolatore di pressione), ed entro i limiti di funzionamento previsti.
Un riduttore di pressione è un particolare tipo di valvola, ed è essenzialmente costituito da:
- un disco di regolazione
- una molla di contrasto
- una membrana elastica
- uno stelo con otturatore (collegato alla membrana).[1]

## Tipo di controllo
Le apparecchiature possono essere comandate in vari modi:
- Meccanicamente, generalmente si ruota una manopola per aumentare o diminuire il flusso/pressione
- Elettronicamente, quest'apparecchiatura gestisce il flusso d'aria tramite degli elementi elettromeccanici, che possono essere presenti sul regolatore di pressione o essere un elemento a parte.

## Accorgimenti
Le apparecchiature hanno alcuni accorgimenti e limiti che devono essere tenuti in considerazione:
- Deve essere posto prima del manometro, altrimenti nelle macchine come il compressore dell'aria diventa impossibile poter regolare il pressostato, dato che in questo caso il manometro indica la pressione d'uscita, regolata dal regolatore di pressione e non la pressione del liquido nel serbatoio o nel tubo d'ingresso, perdendo completamente la sua utilità, dato che il regolatore di pressione è munito (nel caso sia meccanico) di una scala con indice sulla manopola, che indica la pressione d'uscita, oppure con un tubo trasparente graduato con una sfera d'acciaio che spinta dalla pressione d'uscita indica il valore stampato sul tubo.
- Non può avere una pressione in uscita maggiore di quella d'entrata.
- Nel caso di macchine come il compressore dell'aria, deve avere un valore d'uscita inferiore al valore minimo d'attivazione del pressostato, altrimenti si hanno alcuni istanti dove la pressione d'uscita non è regolata, perché è minore a quella impostata, quindi o si diminuisce la pressione d'uscita o si porta l'intervento di pressione minima del pressostato a pressioni maggiori.
- Nel caso di macchine come il compressore dell'aria, deve essere posto dopo il pressostato, altrimenti si compromette la funzionalità del pressostato, dato che il regolatore di pressione regola la pressione del fluido a un valore minore della soglia massima (di regolazione) del pressostato, tale componente non cambia di stato, mantenendo il compressore sempre in funzione.

## Applicazioni
Il regolatore di pressione  trova applicazione nei sistemi di controllo, dove a livello progettuale è utile o necessario ottenere un cambiamento di stato per un valore specifico di pressione.

Ad esempio, nelle apparecchiature che richiedono pressioni costanti come:
- Aerografia, tramite l'utilizzo dell'aerografo, dove con il cambiamento della pressione si modifica la nebulizzazione della vernice
- Ossigenoterapia forzata, terapia basata su un maggiore apporto d'ossigeno (generalmente tramite respiratori ad aria forzata) ai polmoni tramite l'aumento della percentuale e pressione d'ossigeno presente nell'aria aspirata
- Per la saldatura ossiacetilenica
- Per gli impianti frenanti pneumatici dei treni o autotreni
- Nei compressori dell'aria
- Nella fornitura di acqua potabile per uso domestico, dove la pressione di ingresso,se troppo elevata (indicativamente oltre i 3-5 bar), può non essere compatibile con i normali rubinetti installati nelle case, o dove si verificano grosse variazioni tra la notte e il giorno.
- nella fornitura di GPL per adattare la pressione del serbatoio a quella di utilizzo (solitamente 35 millibar)